# Siphocampylus neurotrichus
Siphocampylus neurotrichus är en klockväxtart som beskrevs av Franz Elfried Wimmer. Siphocampylus neurotrichus ingår i släktet Siphocampylus och familjen klockväxter.
Artens utbredningsområde är Bolivia. Inga underarter finns listade i Catalogue of Life.